# Homidiana cana
Homidiana cana är en fjärilsart som beskrevs av Carl Heinrich Hopffer 1856. Homidiana cana ingår i släktet Homidiana och familjen Sematuridae. Inga underarter finns listade i Catalogue of Life.